# Oblężenie Durazzo
Oblężenie Durazzo – oblężenie, które miało miejsce w latach 1081–1085 w trakcie walk Bizantyjczyków z Normanami.
W pierwszej połowie XI wieku flota normańska Roberta Guiscarda księcia Apulii i Kalabrii zajęła Korfu i po zwycięstwie nad flotą bizantyjską rozpoczęła oblężenie portu Durrazo (Durrës), będącego ważnym punktem handlowym Cesarstwa Bizantyjskiego. Zaniepokojony cesarz Aleksy I Komnen poprosił wówczas Wenecjan o pomoc w walce z Normanami. W roku 1081 flota wenecka licząca 60 galer dowodzona przez dożę Vitale Faliero wyruszyła w rejon Durres. Walki toczone ze zmiennym szczęściem toczyły się do roku 1085 i zakończyły się całkowitym rozbiciem floty Normanów. W dowód wdzięczności cesarz przyznał Wenecji szerokie przywileje handlowe. 